# Bergsnip
De bergsnip (Gallinago solitaria) is een vogel uit de familie van strandlopers en snippen (Scolopacidae).

## Verspreiding en leefgebied
Deze soort komt voor in centraal en oostelijk Azië en telt twee ondersoorten:
- G. s. solitaria: centraal Azië.
- G. s. japonica: van noordoostelijk China tot Kamtsjatka.

## Status
De grootte van de populatie is in 2006 geschat op 11-110 duizend vogels. Op de Rode lijst van de IUCN heeft deze soort de status niet bedreigd.

## Externe link

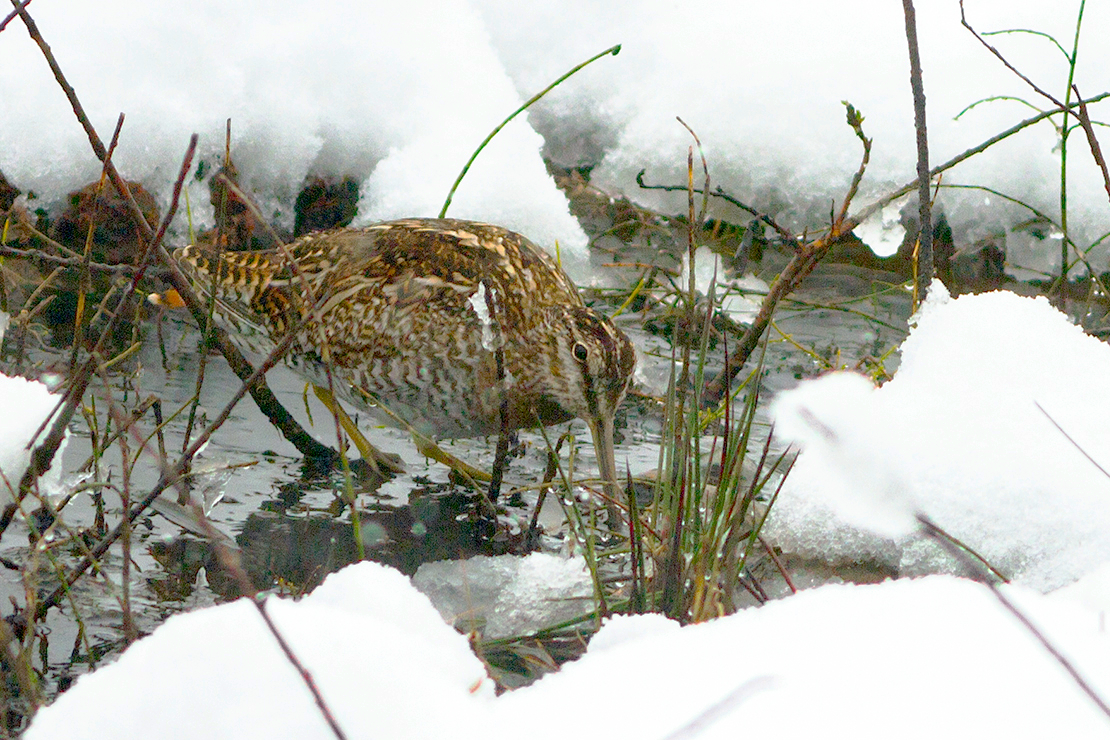